# Liste der Stolpersteine im Boitzenburger Land

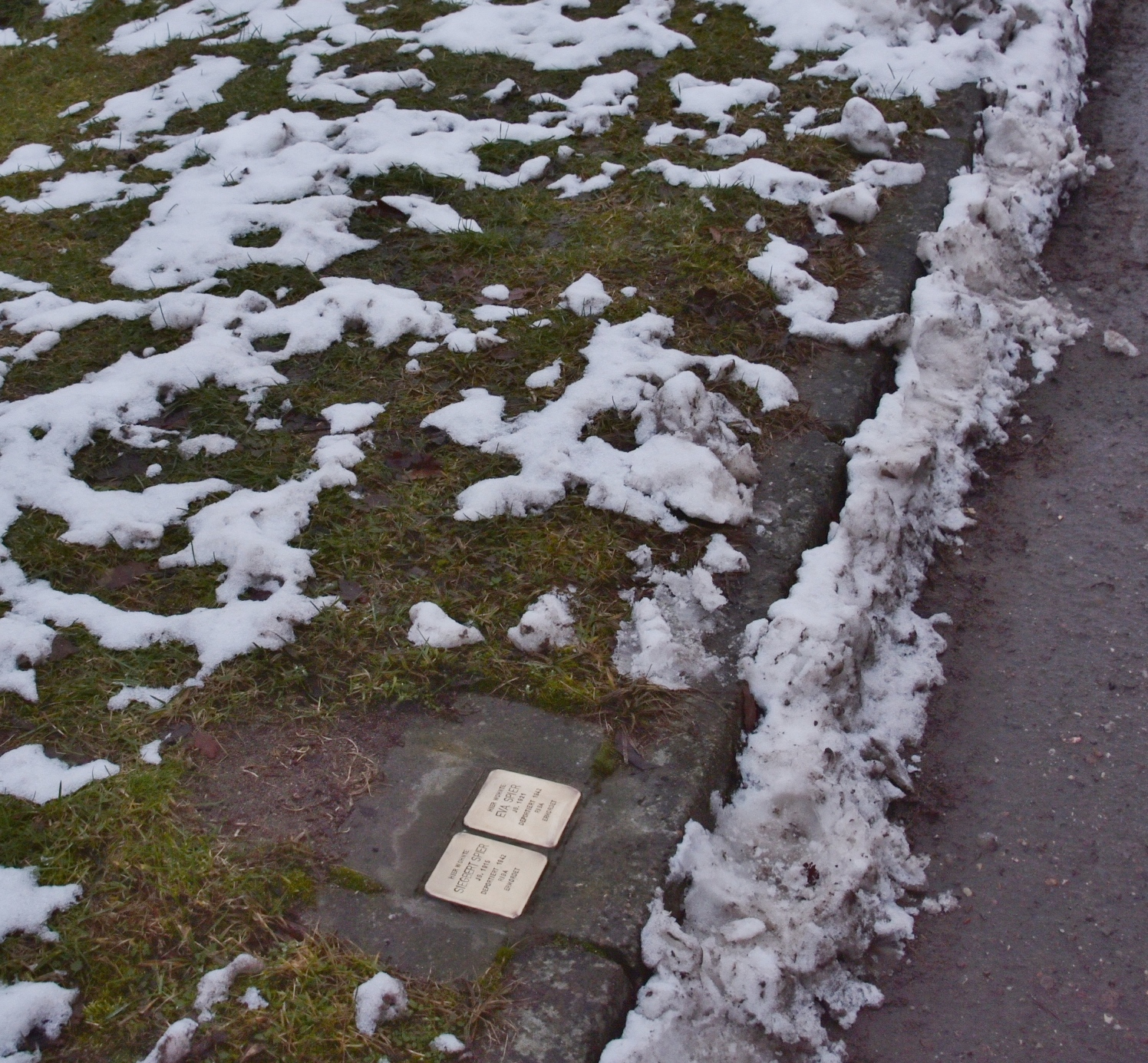
Stolpersteine für das Ehepaar Spier

In der Liste der Stolpersteine im Boitzenburger Land werden die vorhandenen Gedenksteine aufgeführt, die im Rahmen des Projektes Stolpersteine des Künstlers Gunter Demnig bisher im  Boitzenburger Land im brandenburgischen Landkreis Uckermark verlegt worden sind.

## Verlegte Stolpersteine
Im Ortsteil Thomsdorf der Gemeinde Boitzenburger Land wurden zwei Stolpersteine an einer Anschrift verlegt.
| Stolperstein | Inschrift                                                         | Verlegeort   | Name, Leben |
| ------------ | ----------------------------------------------------------------- | ------------ | --- |
|              | HIER WOHNTE EVA SPIER JG. 1921 DEPORTIERT 1942 RIGA ERMORDET      | Thomsdorf 38 | Eva Spier geb. Bruck wurde am 16. November 1921 in Magdeburg geboren. Ihre Eltern waren Alfred Bruck (1864–1936) und dessen zweite Ehefrau Frieda geb. Hirschland (geb. 1891). Sie hatte drei Geschwister, die Halbgeschwister Ruth Kissinger (1897–1943) und Emanuel Bruck (1901–1942) sowie ihren Bruder Karlheinz (1922–1942). Sie heiratete im Januar 1942 Siegbert Spier. Wenige Monate später, am 15. August 1942, wurden sie und ihr Ehemann von der Gestapo aus ihrer Wohnung geholt und nach Berlin-Moabit überstellt, dort mit vielen weiteren Juden in einen Zug gepfercht und in einer drei Tage dauernden Fahrt nach Riga deportiert. Eva Spier und ihr Mann wurden gemeinsam mit tausend anderen Juden am 18. August 1942 in einen Wald getrieben und erschossen. Alle Geschwister wurden im Zuge der Shoah vom NS-Regime ermordet, Ruth in Auschwitz, Emanuel in Dachau und Karlheinz in Treblinka. Auch der Schwager und der Neffe wurden ermordet.                                                                                                   |
|              | HIER WOHNTE SIEGBERT SPIER JG. 1915 DEPORTIERT 1942 RIGA ERMORDET | Thomsdorf 38 | Siegbert Spier wurde am 25. April 1915 geboren. Seine Eltern waren der Kantor und Lehrer Hermann Spier (geboren 1885) und Frieda geb. Kaufmann (geboren 1888). Er hatte einen Bruder, Hans, geboren 1912, und eine Schwester, Ruth, geboren 1913. Im Jahr 1942 heiratete er Eva geb. Bruck. Wenige Monate später, am 15. August 1942, wurden er und seine Ehefrau von der Gestapo aus ihrer Wohnung geholt und nach Berlin-Moabit überstellt, dort mit vielen weiteren Juden in einen Zug gepfercht und in einer drei Tage dauernden Fahrt nach Riga deportiert. Beide wurden gemeinsam mit tausend anderen Juden am 18. August 1942 in einen Wald getrieben und erschossen. Auch seine Eltern wurden im Zuge der Shoah vom NS-Regime ermordet, der Vater in Auschwitz, die Mutter im Warschauer Ghetto. Sein Bruder Hans konnte überleben. Er heiratete und wurde Vater zweier Kinder. Er starb in Israel. Auch seine Schwester konnte flüchten und überleben. heiratete, bekam ein Kind und starb 1996 im Oakland County im US-amerikanischen Bundesstaat Michigan. |

## Verlegung
- 3. August 2011 durch den Künstler Gunter Demnig persönlich